# Avaluació psicològica
L'avaluació psicològica és el procés d'estudi de la conducta i de les característiques d'un subjecte des de la seva consideració bio-psico-social, així com de les seves formes d'acció i canvi, reaccions i interaccions. Tota avaluació implica prendre decisions relacionades amb l'objecte i motiu de la pròpia avaluació. Cal concebre al procés d'avaluació psicològica com un procés flexible, dinàmic, interactiu i estructurat.

## Procés d'avaluació psicològica
La tasca d'avaluació psicològica sol seguir un procediment, que es podria resumir de la següent manera:
- Identificar la conducta d'estudi.
- Buscar les variable relacionades.
- Dissenyar un procés d'avalució.
- Buscar i escollir les tècniques de mesura adients.
- Establir el diagnòstic o presa de decisió diagnòstica.

## Mètodes d'avaluació
- Model de l'atribut: la conducta està en funció de variables personals o organístiques, intrapsíquiques o genotípiques. Avaluació de variables personals per manifestació conductual. Ús de test i tècniques de recollida de la informació. Se sol usar en els àmbits de psicologia de l'educació i psicologia de les organitzacions.
- Model dinàmic: el comportament pot ser explicat per construccions teòriques internes. S'aplica en psicologia clínica i les tècniques solen ser tècniques projectives.
- Model mèdic: es tracta de conèixer l'etiqueta aplicable al subjecte. S'aplica en psicologia clínica i les tècniques solen ser tests i recollida d'informació.
- Model conductual: l'objectiu del model és descriure, predir, explicar i controlar el comportament. S'usa en molts àmbits i les tècniques solen ser d'observació, autoinforme o psicofisiològiques.
- Model cognitiu: la conducta s'explica a través d'una sèrie de processos i estructures mentals internes. S'usa en molts àmbits i les tècniques solen ser autoinformes.

## Tècniques psicomètriques
Les característiques bàsiques de les tècniques psicomètriques en l'avaluació psicològica són:
- Grau d'estructuració dels estímuls i de les respostes: l'estructuració de la resposta implica l'existència de categories clarament definides per a classificar les respostes.
- Grau d'emmascarament de l'objectiu de la prova: l'estructuració de la resposta implica l'existència de categories clarament definides per a classificar les respostes.
- Grau de subjectivitat-objectivitat: grau amb el qual el subjecte pot manipular les dades.
- Grau de voluntarietat de la resposta: fins a quin punt el subjecte pot controlar o alterar la seva resposta.

## Entrevista
L'entrevista és una tècnica no emmascarada i de resposta voluntària. La relació que s'estableix a l'entrevista és asimètrica per la qual un dels interlocutors adopta un rol directiu en relació amb el contingut i el procediment de l'entrevista i l'altre interlocutor selecciona i adequa les seves respostes. Aquesta informació la podem canalitzar mitjançant l'expressió verbal o el llenguatge gestual o no verbal.
Tots dos llenguatges es poden complementar o contradir, l'experiència de l'entrevistador seràs la que permetrà discernir el significat d'aquesta complementarietat o de la dissociació.

### Classificació

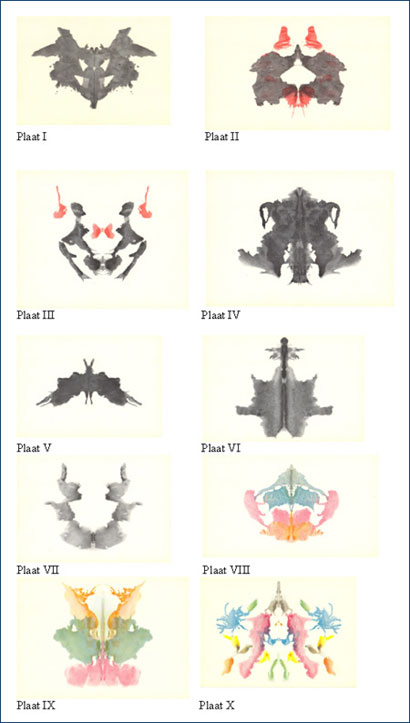
El Rorschad és un exemple de tècnica projectiva estructural.

Les entrevistes les podem classificar segons els objectius:
- Diagnòstiques.
  - De fase inicial.
  - Exploratòria.
  - Final o devolutiva.
- De selecció
- d'Intervenció psicològica

Si les classifiquem segons el grau d'estructuració podem parlar de:
- No estructurades
- Estructurades
- Semi-estructurades

Les entrevistes, però, tenen la problemàtica de ser costoses en temps i esforç, necessitem professionals especialitzats, són molt complicades en nens i adolescents, les estructurades o semi-estructurades necessiten una constant revisió, etc. En general podem dir que tenen problemes de fiabilitat i validesa.

### Fiabilitat i validesa
Respecte a la fiabilitat i la validesa de l'entrevista, cal assenyalar els següents aspectes:
- La fiabilitat de l'entrevista augmenta com més objectius i conductuals són els elements a avaluar, així com si són més accessibles a l'entrevistat. En línies generals, podríem dir que quan menys es deixi en mans de la subjectivitat, més fiabilitat té l'entrevista.
- Quan la informació és més objectiva, també hi ha més fiabilitat test-retest.
- La validesa de criteri per criteri extern també augmenta amb l'objectivitat.

L'entrevista, però, també pot comportar biaixos metodològics:
- Distorsions de l'entrevistador.
- Distorsions del subjecte.
- Distorsions de la situació.

## Autoinformes

### Tipus i Característiques generals

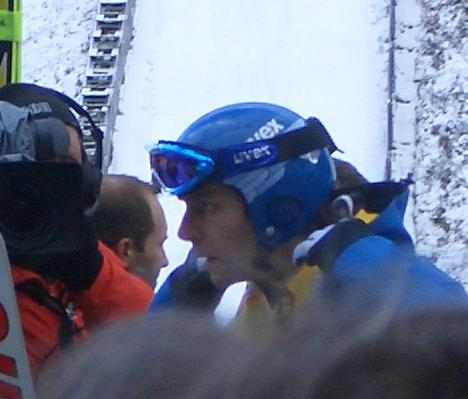
Alguns questionaris que mesuren tret i estat de l'ansietat, com l'STAI, han estat molt usats en psicologia de l'esport

Es caracteritzen per ser la recollida de les verbalitzacions d'un individu sobre les pròpies manifestacions. És important analitzar el tipus de variables que recullen.
- Trets o dimensions de personalitat. (Exemple: Escala tret de l'STAI[3]
- Estat psicològic (Exemple: Escala estat de l'STAI)[3]
- Repertoris clínics conductuals
- Repertoris, processos i estructures cognitives

## Registres psicofisiològics

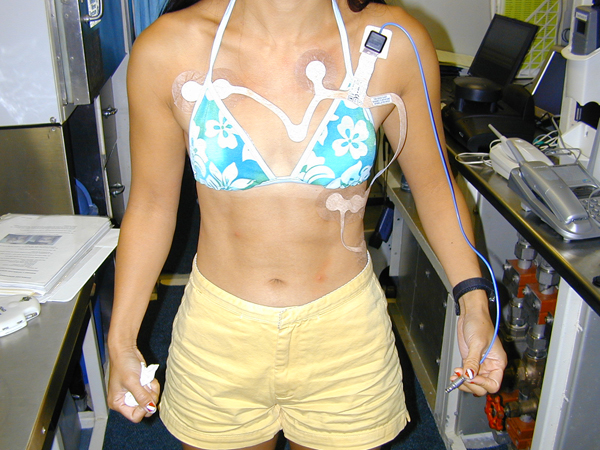
Els registres psicofisiològics ens permeten revisar la relació en fisiologia i conducta